# Dimitri Biá
Dimitri Biá (Belém, 2 de março de 1989) é um ator, produtor e músico brasileiro. Ganhou notoriedade em 2022 ao interpretar Bob no filme Barbie&Bob, Rubens Kramer no espetáculo Terremotos, no Teatro do SESI-SP, indicado ao Premio BiBi Ferreira em nove categorias (incluindo melhor peça); Lauro na comédia O Funil do Brasil, no Teatro UOL e O Comedor de Carne, no espetáculo Condomínio Visniec, no Teatro Aliança Francesa, montagem que teve indicação ao Prêmio APCA, cinco categorias ao Prêmio Aplauso Brasil e vencedora de três categorias no Prêmio Cenym. Em 2023, esteve na segunda temporada da série Cidade Invisível, na Netflix.

## Biografia
Dimitri nasceu em Belém do Pará, onde aos oito anos começou a estudar violão, sua porta de entrada para o mundo artístico. Por toda a adolescência se dividiu entre a arte e o esporte, tendo jogado basquete profissional no Paysandu Sport Club, o que lhe rendeu convocações para a Seleção Paraense de Basquete, quando foi bicampeão brasileiro, em 2005 e 2007. Em 2009 se muda Lake Buena Vista - Flórida, nos Estados Unidos, para trabalhar na Walt Disney World e praticar o idioma norte-americano, onde morou durante um ano. Em 2010, de volta ao Brasil, retoma simultaneamente os estudos no Teatro e na Música. Em 2013 se forma em Direito, pela Universidade Federal do Pará - UFPA e logo é aprovado no VII Exame Unificado da Ordem dos Advogados do Brasil.
Entre 2013 e 2015 passa temporadas na China, Ilha de Páscoa e Antártida para absorver as culturas locais e desenvolver seu processo artístico. Também trabalha como advogado e dá aulas de violão, com o intuito de obter recursos financeiros para se mudar para o Sudeste do Brasil.
Em 2016 finalmente se muda para São Paulo para estudar teatro musical pelo Teen Broadway. Também fez pós-graduação em Direito pela Escola Superior de Advocacia da OAB-SP. Em 2018 é aprovado no 70° exame de seleção da Escola de Arte Dramática da USP - EAD/ECA/USP e em 2022 passa a integrar o grupo de estudos do Grupo TAPA, sob direção de Clara Carvalho. Em 2023, esteve na segunda temporada da série Cidade Invisível, na Netflix.

## Carreira
Em 2016, como parte do grupo Teen Broadway, estrelou a montagem Ópera do Malandro, no papel de Max Overseas, ao lado de Gabriela Medvedovski e em 2017 fez parte do elenco de West Side Story, se revezando entre os papéis de Riff e Bernardo. Entre os anos de 2018 e 2019 esteve ainda em diversos espetáculos, como Improvisação 70, direção de Cristiane Paoli Quito e O Nome Disso É Abuso, com o Núcleo Experimental, sob direção de Herbert Bianchi.
Em 2020 passa dois meses em Brasília para gravar o Filme Barbie&Bob, de Raissa Gregori e Jiddu Pinheiro, onde conquistou o posto de um dos protagonistas, Bob, filho de um político corrupto e viciado em drogas. O filme trata sobre um jovem casal apaixonado que passa a noite num quarto de motel do Distrito Federal. Em meio a drogas, bebidas, dinheiro e caprichos, simulam um casamento, deflagrando com a relação o patriarcalismo e a violência da elite política brasileira. O Filme continua rodando o mundo e foi indicado a diversos Festivais, tais como o o Lublin Film Festival, na Polônia, o 16º Festival de Cinema Latino-Americano de São Paulo e o 31º Festival Internacional de Curtas Metragens de São Paulo.
De volta a São Paulo, Dimitri continuou atuando em projetos audiovisuais, dirigiu seu primeiro filme Curta-metragem de nome Mia, atuou no filme de realidade virtual Eu Sou Você, com direção de Tadeu Jungle e no Teatro esteve em Teatro de Orelha, projeto que produziu espetáculos teatrais criados exclusivamente para linguagem auditiva, com o recurso de som 3D, atendendo a todos os públicos, principalmente os menos favorecidos no mercado de entretenimento, como cegos e idosos.
Entre 2021 e 2022, Dimitri esteve em dois espetáculos simultaneamente: O Funil do Brasil, comédia do premiado Sergio Roveri e direção de Isser Korik; e Terremotos, drama do Inglês Mike Bartlett e direção de Marco Antônio Pâmio, ao lado de Paloma Bernardi, Virgínia Cavendish, Bruna Guerin e Fernando Pavão. Logo após atuou em Condomínio Visniec, texto de Matéi Visniec e direção de Clara Carvalho, no teatro Aliança Francesa.
Na comédia O Funil do Brasil, uma sátira aos programas no formato reality shows, que aborda com bom humor questões relacionadas à ética e à superexposição nas redes sociais, Dimitri interpretou Lauro, um personal trainer que entra para o reality show com o objetivo de aparecer na TV a qualquer custo. Tem obsessão pela fama, assim como todos os participantes, mas é completamente desprovido de inteligência. Seus atrativos são os atributos físicos e transforma isso em sua tática para conquistar os telespectadores do programa.
Em Terremotos, do dramaturgo inglês Mike Bartlett, o épico contemporâneo sobre o colapso ambiental flerta com o cinema, a ópera e o musical. Na montagem Dimitri da vida a Rubens Kramer quando jovem, pai das três personagens femininas principais e peça central da história, um proeminente cientista do clima, que esteve envolvido em importantes pesquisas nos anos 60, responsáveis por autorizar deliberadamente o voo de aeronaves. Nos dias 19, 20, 21 e 22 de maio e 09, 10, 11 e 12 de junho de 2022 (últimas apresentações), Dimitri também interpretou Rubens Pai, dando vida ao arco temporal completo da personagem. Sua atuação foi muito elogiada pela mídia especializada e pelo público presente no Teatro do SESI-SP.. O espetáculo foi indicado ao Premio BiBi Ferreira em nove categorias (incluindo melhor peça).
Em Condomínio Visniec, Dimitri interpreta O Comedor de Carne, personagem que faz parte da reunião de seis monólogos da coletânea O Teatro Decomposto ou O Homem Lixo, de Matéi Visniec. O espetáculo é uma meditação poética sobre a condição humana que apresenta seis personagens que são criaturas híbridas que povoam a imaginação de uma escritora. Com atmosfera onírica e surrealista o espetáculo traz à tona a solidão, os desejos, as angústias, as ansiedades, as obsessões, os impulsos predatórios e a busca humana por uma possível redenção.
A montagem teve indicação ao Prêmio APCA na categoria de Melhor Direção e em cinco categorias do Prêmio Aplauso Brasil (direção, elenco, luz, figurino, e produção independente). O espetáculo venceu três categorias no Prêmio Cenym (Melhor Fotografia de Publicidade, Sonoplastia e Execução de Som e Preparação Corporal).
Ainda em 2022, Dimitri fez participação na segunda temporada da série Cidade Invisível, da Netflix e no Longa-metragem Síncope, de Luciano Ferrari.
Em 2023, esteve na segunda temporada da série Cidade Invisível, na Netflix.

## Vida pessoal
Dimitri é formado em Direito pela Universidade Federal do Pará - UFPA, onde também estudou Teatro. Em São Paulo, estudou interpretação na Escola de Arte Dramática da USP - EAD/USP, na Escola de Atores Wolf Maya e Teatro musical na Teen Broadway. É Pós-graduado em Direito pela Escola Superior de Advocacia de São Paulo - ESA OAB/SP. No futebol, Dimitri é torcedor do Paysandu Sport Club, o Papão da Curuzu, onde chegou a fazer parte da equipe profissional de basquete. A paixão pelo Maior do Norte veio por influência do avô, que era advogado e jornalista. Também é praticante de Brazilian Jiu-jitsu - BJJ. Apaixonado pelo Círio de Nazaré, é devoto de Nossa Senhora de Nazaré, a padroeira dos paraenses. Ele não tem filhos.

## Filmografia

### Streaming
| Ano  | Título           | Personagem | Notas       |
| ---- | ---------------- | ---------- | ----------- |
| 2023 | Cidade Invisível | Policial   | Temporada 2 |

### Cinema
| Ano  | Título                     | Personagem    | Notas          |
| ---- | -------------------------- | ------------- | -------------- |
| 2019 | Diário Íntimo              | Pedro         | Curta-metragem |
| 2019 | O Bom Cristão              | Policial      | Curta-metragem |
| 2019 | O Empréstimo               | Sérgio Braga  | Curta-metragem |
| 2020 | O Imbróglio do Pré-cadáver | Jorge         | Curta-metragem |
| 2020 | Joaquim                    | Soldado Fábio | Curta-metragem |
| 2020 | Áspero                     | Ele           | Curta-metragem |
| 2021 | Onirologia                 | Pegargo       | Curta-metragem |
| 2021 | Barbie & Bob               | Bob           | Curta-metragem |
| 2021 | Mia                        | Diretor       | Curta-metragem |
| 2021 | Portaria                   | Comentarista  | Curta-metragem |
| 2022 | Meu Amigo Bóris            | Bóris         | Curta-metragem |
| 2022 | O Legado de Outono         | Pietro        | Curta-metragem |
| 2022 | Projeto Multiversus        | Enrico Milde  | Curta-metragem |
| 2022 | Eu Sou Você                | Augusto       | Curta-metragem |
| 2023 | Síncope                    | Corredor      | Longa-metragem |

Internet
| Ano  | Título                | Personagem |
| ---- | --------------------- | ---------- |
| 2019 | Websérie A Solteirona | Namorado   |
| 2020 | Websérie Faço Tudo    | Otávio     |

Videoclipes
| Ano  | Título        | Cantor(a)   |
| ---- | ------------- | ----------- |
| 2020 | Keep The Jazz | Carla Costa |

## Teatro
| Ano     | Título               | Personagem         |
| ------- | -------------------- | ------------------ |
| 2017    | Ópera do Malandro    | Max Overseas       |
| 2017    | O Nome Disso É Abuso | Vários personagens |
| 2018    | Gota D`água          | Jasão              |
| 2018    | West Side Story      | Riff e Bernardo    |
| 2018-19 | Improvisação 70      | Vários personagens |
| 2020    | Teatro de Orelha     | Faraó              |
| 2021-22 | O Funil do Brasil    | Lauro              |
| 2022    | Terremotos           | Rubens Kramer      |
| 2022    | Condomínio Visniec   | O Comedor de Carne |
| 2022    | Escola de Mulheres   | Henrique           |